# Pfarrkirche Plankenstein

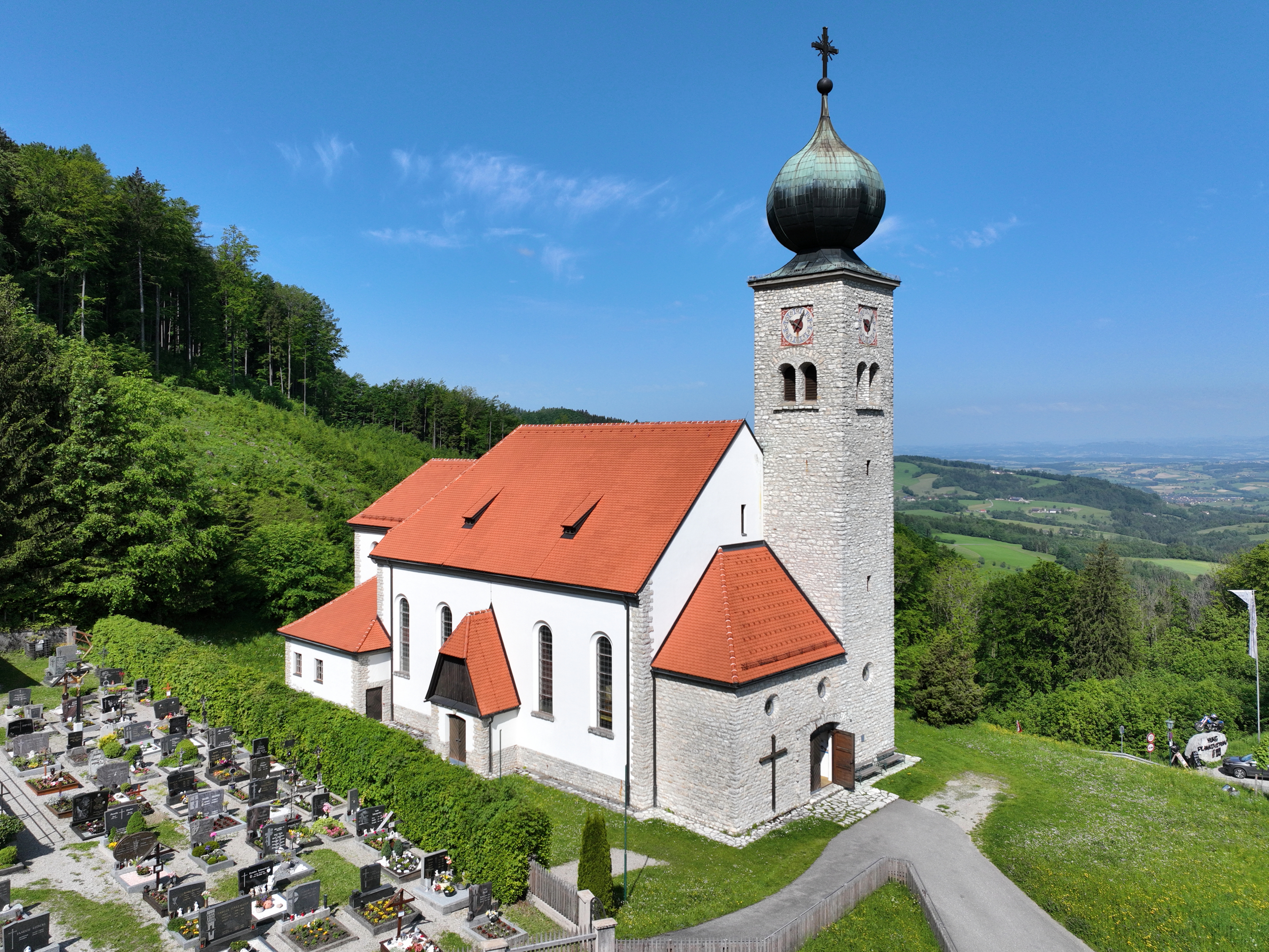
Pfarrkirche Plankenstein

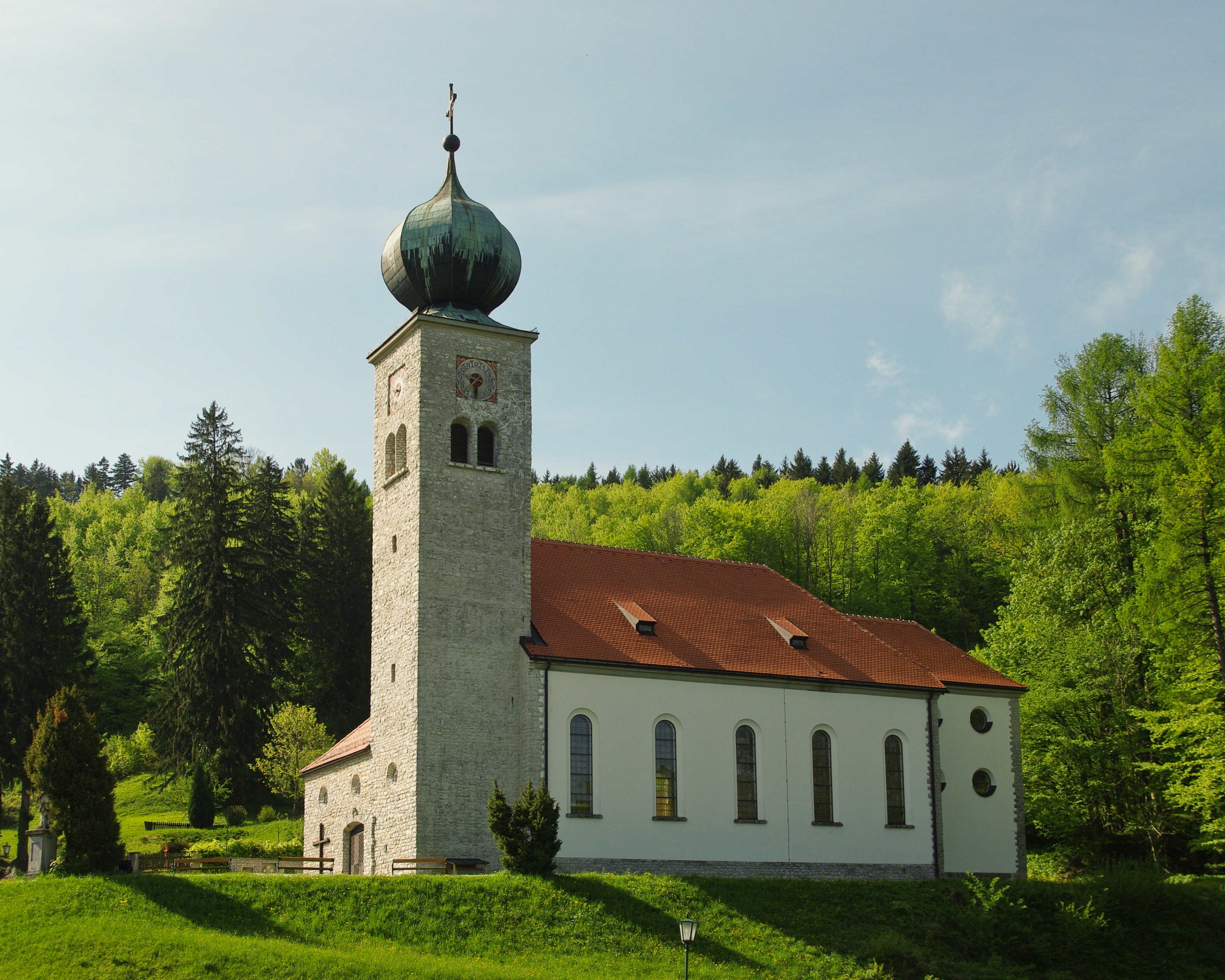
Nordwestansicht der Pfarrkirche

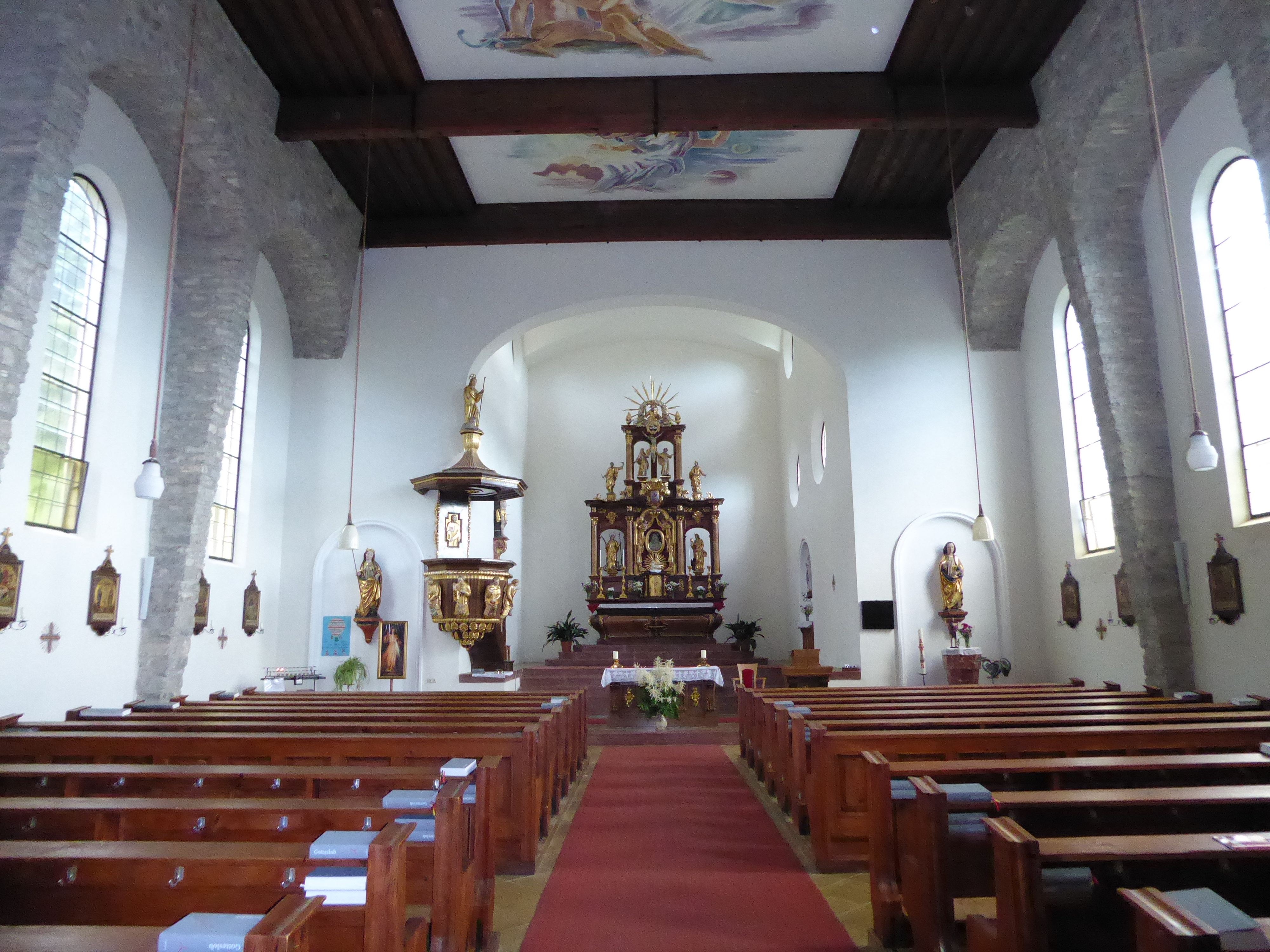
Innenansicht

Die Pfarr- und Wallfahrtskirche Plankenstein steht in der Gemeinde Texingtal im Mostviertel in Niederösterreich. Die römisch-katholische Pfarrkirche Maria Schnee gehört zum Dekanat Scheibbs in der Diözese St. Pölten. Die Kirche steht unter Denkmalschutz.

## Geschichte
Früher fanden die Gottesdienste in der Kapelle der Burg Plankenstein statt, die aber in schlechtem baulichen Zustand war. Darum wurde 1948 beschlossen, eine neue Kirche zu errichten, die 1950 bis 1952 nach Plänen von Josef Friedl unter Verwendung von Steinen der Burg erbaut wurde. Die Grundsteinlegung erfolgte am 16. Juli 1950. Am 25. Mai 1952 wurde die neue Kirche durch Diözesanbischof Michael Memelauer geweiht. Der barocke Hochaltar zeigt das Gnadenbild Maria Schnee.
In der Pfarrkirche befindet sich eine Gedenktafel des in der naheliegenden Wiesrotte in Frankenfels geborenen Pfarrers, Heimatforschers und Gründer des St. Pöltner Diözesanmuseums Johannes Fahrngruber.
Sie ist nicht nur bei Wallfahrern, sondern auch als Hochzeitskirche beliebt.